# Amt Fürstenau (Osnabrück)
Das Amt Fürstenau war ein Amt des Hochstifts Osnabrück (bis 1802), des Fürstentums Osnabrück (bis 1806), des Königreichs Westphalen (bis 1807), des Königreichs Hannover (1815–1866) und der preußischen Provinz Hannover (bis 1885). Der Umfang entspricht in etwa dem späteren Landkreis Bersenbrück ohne Vörden, Bramsche und Rieste (die zum Amt Vörden gehörten) bzw. dem Norden des heutigen Landkreises Osnabrück.

## Funktion
In der Frühen Neuzeit waren Ämter eine Ebene zwischen den Gemeinden und der Landesherrschaft. Die Funktionen von Verwaltung und Rechtsprechung waren hier nicht getrennt. Dem Amt stand ein Amtmann vor, der von der Landesherrschaft eingesetzt wurde. 

## Geschichte
Das Amt wurde vor 1357 im Hochstift Osnabrück gebildet und bestand in seiner ursprünglichen Form bis 1806 und erneut von 1813 bis 1817. Zum 7. März 1817 wurden die Vogteien Alfhausen, Ankum, Badbergen und Menslage sowie die Stadt Quakenbrück in das neue Amt Bersenbrück ausgegliedert.
Zum 1. April 1885 fand in der preußischen Provinz Hannover eine umfassende Verwaltungsreform statt, bei der die gleiche Verwaltungsgliederung wie im übrigen Preußen eingeführt wurde. Aus dem seit 1817 verkleinerten Amt wurde gemeinsam mit den Ämtern Bersenbrück und Vörden sowie der Stadt Quakenbrück der Landkreis Bersenbrück gebildet, der 1974 im neuen Landkreis Osnabrück aufging. Das Amt Bersenbrück und die Stadt Quakenbrück hatten bereits bis 1817 zum Amt Fürstenau gehört, so dass der späteren Landkreis Bersenbrück bis auf das Vördener Gebiet weitgehend identisch mit dem Amt Fürstenau im Umfang bis 1817 war.
In der Napoleonischen Zeit war das Amt aufgehoben. Das Gebiet war von 1806 bis 1810 auf verschiedene Kantone verteilt Teil des Distrikts Osnabrück im westphälischen Département Weser und von 1811 bis 1813 Teil des Département de l’Ems-Supérieur (Obere Ems) des Kaiserreichs Frankreich.

## Umfang
Zu dem Amt Fürstenau gehörten zu Zeiten des Hochstifts Osnabrück und auch in den Nachfolgestaaten bis 1817 die Städte und Kirchspiele, anschließend bis 1885 nur noch die Orte des Gerichts Fürstenau.
- Gericht Ankum (bis 1817)
  - Vogtei und Kirchspiel Alfhausen mit den Bauerschaften Heeke, Thiene und Wallen
  - Vogtei Ankum
    - Kirchspiel Ankum mit den Bauerschaften Ahausen, Aslage, Basum, Bockraden, Bokel, Druchhorn, Hekese, Holsten, Loxten, Nortrup, Restrup, Rüssel, Sussum, Suttrup, Talge, Tütingen, Westerholte sowie den Gütern Eggermühle und Loxten
    - Kirchspiel Bersenbrück mit den Bauerschaften Hertmann, Priggenhagen, Wehbergen und Woltrup
- Gericht Fürstenau
  - Stadt Fürstenau mit den Bauerschaften Höne und Settrup
  - Vogtei Bippen
    - Kirchspiel Berge mit den Bauerschaften Anten, Dalvers, Grafeld und Schmone
    - Kirchspiel Bippen mit den Bauerschaften Hanenberg, Lonnerbecke, Ohrte und Vechtel sowie dem Gut Lonne

  - Vogtei Merzen
    - Kirchspiel Merzen mit dem Gut Schlichthorst
    - Kirchspiel Neuenkirchen im Hülsen mit den Bauerschaften Limbergen, Lintern und Vinte sowie dem Gut Limbergen
    - Kirchspiel Voltlage mit den Bauerschaften Höckel und Weese
    - Kirchspiel Ueffeln mit der Bauerschaft Balkum

  - Vogtei und Kirchspiel Schwagstorf mit den Bauerschaften Bokern, Dalum, Hagenbeck, Hollenstede, Höne, Kellinghausen, Lütkeberge, Rumke und Settrup sowie dem Gut Wegemühle
- Gericht Quakenbrück (bis 1817)
  - Stadt Quakenbrück mit zehn Burgmannshöfen
  - Vogtei und Kirchspiel Badbergen mit den Bauerschaften Grönloh, Grothe, Langen, Lechterke, Wohld und Wulften sowie den Gütern Möringsburg und Schulenburg
  - Vogtei und Kirchspiel Menslage mit den Bauerschaften Andorf, Borg, Hahlen, Herbergen, Klein Mimmelage, Renslage, Schandorf, Wasserhausen und Wierup sowie dem Gut Mündelnburg